# Minasi füziketirannusz
A minasi füziketirannusz (Phylloscartes roquettei) a madarak (Aves) osztályának verébalakúak (Passeriformes) rendjébe és a királygébicsfélék (Tyrannidae) családjába tartozó faj.

## Rendszerezése
A fajt Emilia Snethlage német-brazil zoológus és ornitológus írta le 1928-ban.

## Előfordulása
Brazíliában, Minas Gerais területén honos. Természetes élőhelyei a szubtrópusi vagy trópusi száraz erdők, síkvidéki esőerdők és cserjések. Állandó, nem vonuló faj.

## Megjelenése
Testhossza 12 centiméter.

## Természetvédelmi helyzete
Az elterjedési területe még nagy, de gyorsan csökken, egyedszáma 1500-7000 példány közötti és szintén csökken. A Természetvédelmi Világszövetség Vörös listáján veszélyeztetett fajként szerepel.